# Benoît Poirier
Pour les articles homonymes, voir Poirier (homonymie).
Benoît Poirier, né Benjamin Perry, le 17 octobre 1882 à Tignish dans l'Île-du-Prince-Édouard et mort le 7 octobre 1965 à Laval au Québec, est un organiste, pianiste, compositeur et professeur de musique québécois d'origine acadienne.

## Biographie
Benoît Poirier a étudié au Collège Saint-Joseph de Memramcook au Nouveau-Brunswick où il a reçu un enseignement francophone. Dès l'âge de 13 ans, il fut autorisé à jouer sur l'orgue de cette université. En 1902, il obtint un Baccalauréat universitaire ès Arts. En 1928, il reçut une Maîtrise universitaire ès Arts.
De 1897 à 1903, il fut l'organiste de l'église Saint-Thomas de Memramcook. 
En 1903, Benoît Poirier déménagea à Montréal où il devint l'organiste du Collège de Montréal.
Le 19 juin 1917, Benoît Poirier inaugura les nouvelles orgues de l'église Sainte Anne d'Ottawa.
En 1919, il fut élu membre de la direction de la Schola Cantorum puis directeur du Conservatoire national de Montréal de 1923 à 1925.
De 1953 à 1959, il fut directeur du Conservatoire royal de Montréal. Il eut pour élève, Eugène Lapierre qui devint organiste et compositeur et tous les deux devinrent des organistes populaires à Montréal.
Ses compositions comprennent plusieurs motets, des chants patriotiques et des œuvres pour solo, orgue et piano. Il contribua également à la musique acadienne. Parmi ses œuvres : “Rhapsodie” et “Au Pays d’Évangéline”. 
Il fut organiste dans plusieurs églises de Montréal, notamment l'église Sainte-Hélène (1906), la basilique Saint-Patrick (1908), l'église Saint-Vincent-de-Paul (1909) et l'église Saint-Jacques (1914),. En 1921, il succéda à Joseph-Daniel Dussault comme organiste à la basilique Notre-Dame où il œuvra jusqu'en 1954. Il a régulièrement présenté des récitals d'orgue au cours de sa carrière.  
Le fonds d'archives de Benoît Poirier est conservé au centre d'archives de Montréal de Bibliothèque et Archives nationales du Québec.